# Eadhild
Eadhild est une princesse anglo-saxonne morte en 937. Fille d'Édouard l'Ancien, elle devient la seconde épouse du duc des Francs Hugues le Grand.

## Biographie
Eadhild est la fille du roi du Wessex Édouard l'Ancien et de sa seconde femme Ælfflæd. En 926, son demi-frère Æthelstan, fils et successeur d'Édouard, reçoit une ambassade menée par leur cousin, le comte Adalolphe de Boulogne, et envoyée par le puissant duc des Francs Hugues le Grand pour demander sa main. Æthelstan accepte de donner en mariage à ce dernier sa demi-sœur, Eadhild, contre une quantité considérable de présents et de reliques. Selon Guillaume de Malmesbury, les cadeaux comprennent des épices, des bijoux, plusieurs coursiers rapides, un vase d'onyx travaillé, une couronne en or massif, l'épée de Constantin le Grand, la lance de Charlemagne et un morceau de la Sainte Couronne.
Cette alliance pourrait avoir été organisée par Eadgifu, la sœur d'Eadhild et épouse de Charles le Simple, roi dépossédé de Francie occidentale retenu captif depuis 923 par Herbert II de Vermandois. Réfugiée en Angleterre, Eadgifu a peut-être cherché en arrangeant ce mariage à détourner Hugues d'une alliance potentiellement dangereuse avec le comte de Vermandois, préservant ainsi les droits sur le trône de son fils Louis d'Outremer.
Eadhild meurt en 937 sans avoir donné d'enfants à Hugues.